# Менесо
Менесо (груз. მენესო) — село в Грузії.
За даними перепису населення 2014 року в селі проживає 96 осіб.